# 國家一神教團
國家一神教團（National Thowheeth Jama'ath NTJ、阿拉伯语：‎、Jamā'at at-Tawḥīd al-Waṭanīyah），是斯里蘭卡的一個伊斯蘭聖戰主義組織，發源於該國東部，約有100至150名成員，該組織可能策劃了2019年斯里蘭卡連環爆炸，事發後已被斯里蘭卡政府宣布為非法組織。該組織提倡伊斯蘭恐怖主義，疑似與伊斯蘭國有關連。

## 歷史
國家一神教團可能是2016年左右由伊斯蘭強硬派組織斯里蘭卡一神教團（Sri Lanka Thowheed Jamath, SLTJ）分離出來，但也有當地媒體指其為穆罕默德·扎哈兰（Mohammed Zaharan）於2014年（一說為2011年左右）在斯里蘭卡東部穆斯林為主的城市卡坦庫迪建立。扎哈兰是斯里蘭卡一名信仰極端主義的伊斯蘭教士，事後被斯里蘭卡情報機構指為2019年斯里蘭卡連環爆炸的主謀，近兩年他常在Youtube與Facebook等平台發表支持伊斯蘭國的影片與貼文，據卡坦庫迪當地人士表示扎哈兰的講道曾有高達2000-3000人參加。扎哈兰為襲擊可倫坡香格里拉酒店的兩名自殺炸彈客之一，已死於爆炸攻擊中。
斯里蘭卡的一些穆斯林團體曾批評國家一神教團向兒童灌輸極端基本教義派的教條，以及與佛教僧侶發生衝突。2018年，國家一神教團的成員曾在斯里蘭卡反穆斯林暴動後被指破壞佛像。
扎哈兰的組織除了對抗佛教徒外，還攻擊卡坦庫迪的蘇非派穆斯林，將他們視為卡菲勒，曾以槍射擊其清真寺的辦公室，並於2017年揮舞刀劍襲擊蘇非派穆斯林 。

### 瓦武納蒂武警員槍擊案
2018年11月29日，斯里蘭卡東部小鎮瓦武納蒂武的兩名員警在一檢查點執勤時被殺害，其武器也被竊走，警方逮捕了一名疑似犯案的坦米爾伊拉姆猛虎解放組織成員，不過隔年連環爆炸案後，警方逮捕了國家一神教團領導人穆罕默德·扎哈兰的司機，後者供稱殺警案為該組織所犯，警方也循其供詞尋獲了兩名被害員警的武器。5月11日，警方釋放了被誤抓捕的坦米爾猛虎組織成員。

### 2019年斯里蘭卡連環爆炸
2019年斯里蘭卡連環爆炸案發的十天前，一名斯里蘭卡警官發佈了一則警告，稱有外國情報機構表示國家一神教團將對該國的幾座重要教堂與印度駐斯里蘭卡高級專員公署發動攻擊，不過事後總理拉尼尔·维克勒马辛哈表示他與其他政府高官並未收到警告，並將調查為何事前未能採取足夠的預防措施。4月21日，斯里蘭卡多座城市的酒店、教堂發生連環爆炸，共造成近300人罹難。翌日，斯里蘭卡衛生部部長拉吉塔·塞納拉特納在記者會上表示，爆炸案的七名自殺炸彈客皆為與國家一神教團有關的斯里蘭卡人，但政府仍在調查他們是否受到外國勢力支持。

### 圣沙马鲁舒槍擊事件
連環爆炸案案發後第五日（4月26日）晚間7：30左右，斯里蘭卡特別任務部隊在該國東部小鎮圣沙马鲁舒一處國家一神教團成員藏身的房屋與其交火，三名自殺炸彈客引爆了炸彈，造成其家人共九人死亡（其中六人為兒童），另有三名武裝分子被擊斃、一名平民身亡、兩名平民（一名婦女與一名兒童）受傷，穆罕默德·扎哈兰的父親與兩名兄弟可能死於這場交火中，他的妻子與四歲的女兒則生還。安全部隊成員隨後在屋中查獲爆炸物、雷管、葛里炸藥、酸液瓶、伊斯蘭國旗幟與文宣、自殺炸彈裝備與軍事裝備等。

### 後續
5月5日，斯里蘭卡警方在卡坦庫迪發現疑似國家一神教團的戰士訓練營，面積達15英畝，外觀偽裝成一座農場。隔日，警方又在努沃勒埃利耶區破獲了國家一神教團的一處基地。
斯里蘭卡警方持續追緝疑似涉入連環爆炸案的人士，警方表示涉案者共4000萬美元的財產已被凍結，截至5月6日，多數涉案人士皆已被逮捕或死亡。

## 與外國組織的關聯
伊斯蘭國聲稱2019年斯里蘭卡連環爆炸為其所策劃，其通訊社阿馬克新聞社稱此攻擊是針對基督徒，為報復前一個月發生於紐西蘭的基督城清真寺槍擊案，並發布了一則影片，顯示國家一神教團的領導人穆罕默德·扎哈兰（Mohammed Zaharan）與七名疑似為爆炸案攻擊者的蒙面男子向伊斯蘭國領導人阿布·贝克尔·巴格达迪宣誓效忠。
斯里蘭卡國防部長鲁万·维杰瓦登表示國家一神教團可能與孟加拉聖戰者組織在印度的分支印度聖戰者組織（Jamaat-ul-Mujahideen India, JMI）有緊密聯繫。
國家一神教團也被認為接受了許多外國金援，斯里蘭卡自由黨秘書長达亚斯里·加亚沙克拉表示已有「強力的證據」表明有沙烏地阿拉伯與卡達的伊斯蘭極端組織資助國家一神教團等斯里蘭卡國內的極端組織。